# Concepción de María
Concepción de María es un municipio del departamento de Choluteca en la República de Honduras.

## Toponimia
Su nombre proviene de la Inmaculada Concepción de Maria, santa de la iglesia católica.

## Límites
Está situado hacia la parte sureste del departamento de Choluteca y su cabecera en una pequeña planicie a la margen izquierda del Río Choluteca, rodeado por el Cerro Las Pintadas y las Lomas de El Peñón.
| Orientación | Límite                                      |
| ----------- | ------------------------------------------- |
| Norte       | Municipio de San Marcos de Colón, Choluteca |
| Sur         | Municipio de El Triunfo, Choluteca          |
| Este        | República de Nicaragua                      |
| Oeste       | Municipio de El Triunfo, Choluteca          |
| Oeste       | Municipio de El Corpus, Choluteca           |

## Datos históricos
En 1852, fue fundado en un lugar Las Pintadas y se supone que algunos años más tarde fue trasladado al lugar que hoy se encuentra.
En 1889, en la División Política Territorial de 1889, era un municipio del Distrito de El Corpus.

## Demografía
Concepción de María tiene una población actual de 28,335 habitantes. De la población total, el 51.3% son hombres y el 48.7% son mujeres. Casi el 100% de la población vive en la zona rural.

## División política
Aldeas: 33 (2023)
Caseríos: 163 (2013)
| Código | Aldeas                                       |
| ------ | -------------------------------------------- |
| 060301 | Concepción de María (cabecera del municipio) |
| 060302 | Cerro Colorado                               |
| 060303 | El Aguacatal                                 |
| 060304 | El Cacao                                     |
| 060305 | El Cerrón                                    |
| 060306 | El Jicarito                                  |
| 060307 | El Pacón                                     |
| 060308 | El Palito                                    |
| 060309 | El Papalón                                   |
| 060310 | El Peñón                                     |
| 060311 | El Potrerito                                 |
| 060312 | El Sunzapote                                 |
| 060313 | El Tejar                                     |
| 060314 | El Terrero                                   |
| 060315 | Guanacaste                                   |
| 060316 | La Guaruma                                   |
| 060317 | La Joya                                      |
| 060318 | La Majada                                    |
| 060319 | La Montaña                                   |
| 060320 | La Pabellona                                 |
| 060321 | La Plomosa N.º 2                             |
| 060322 | La Veta                                      |
| 060323 | Las Chapernas                                |
| 060324 | Las Mesas                                    |
| 060325 | Las Pintadas                                 |
| 060326 | Los Espaveles                                |
| 060327 | Los Llanitos                                 |
| 060328 | Los Matapalos                                |
| 060329 | Nance Dulce                                  |
| 060330 | Palo Solo N.º 1                              |
| 060331 | Santa Rosa                                   |
| 060332 | San Benito Nuevo                             |
| 060333 | San Benito Viejo o Abajo                     |